# NGC 1931
NGC 1931 (również OCL 441 lub LBN 810) – gromada otwarta powiązana z mgławicą emisyjną, znajdująca się w gwiazdozbiorze Woźnicy. Została odkryta 4 lutego 1793 roku przez Williama Herschela. Jest położona w odległości ok. 10,1 tys. lat świetlnych od Słońca.